# Old Fig Garden, Kalifornien
Old Fig Garden är en ort (CDP) i Fresno County, i delstaten Kalifornien, USA. Enligt United States Census Bureau har orten en folkmängd på 5 365 invånare (2010) och en landarea på 4,3 km².